# FDP-Bundesparteitag 1963
Koordinaten: 48° 8′ 52″ N, 11° 33′ 30″ O

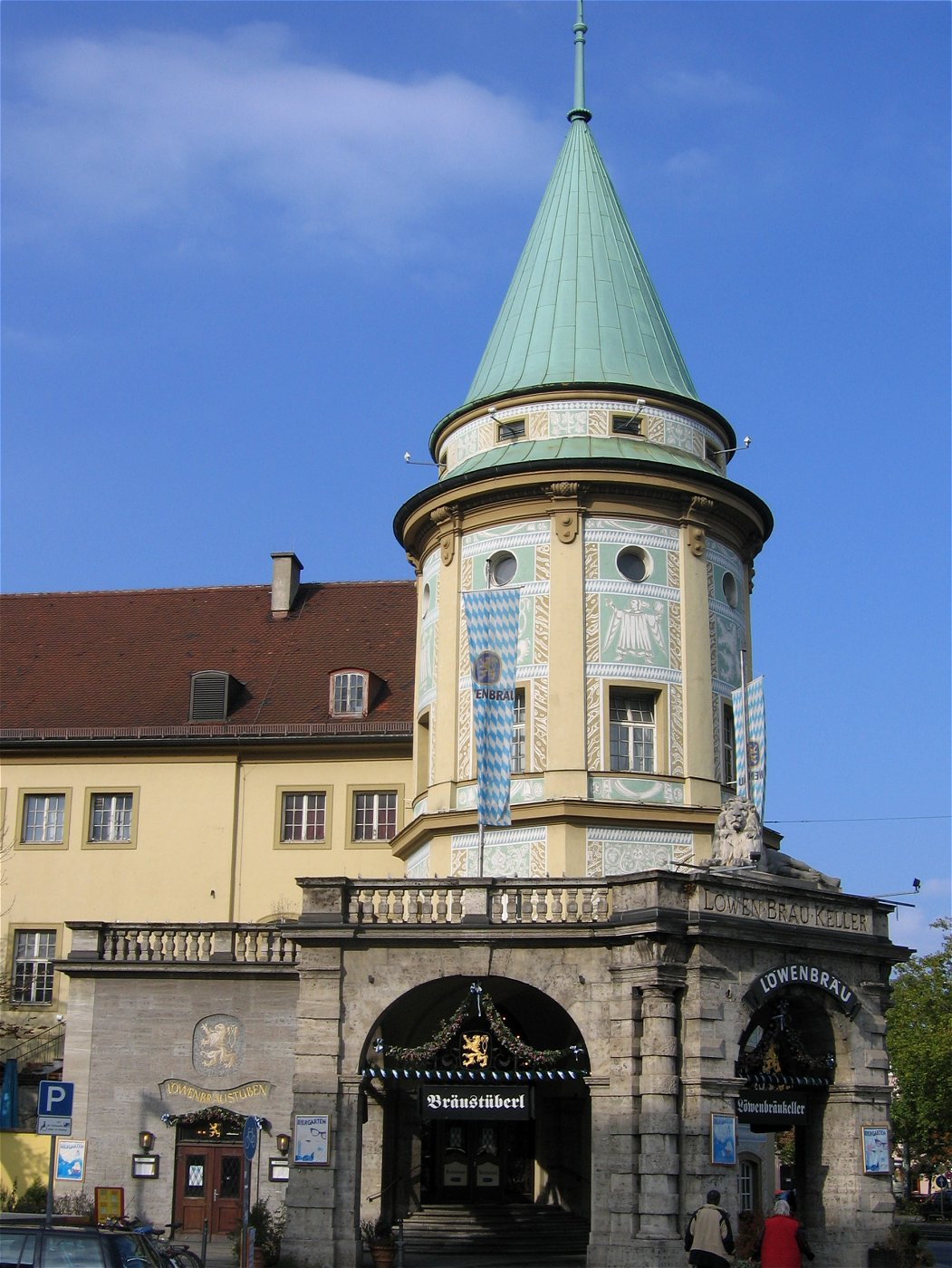
Löwenbräukeller München, 2006

Den Bundesparteitag der FDP 1963 hielt die FDP vom 1. bis 3. Juli 1963 in München ab. Es handelte sich um den 14. ordentlichen Bundesparteitag der FDP in der Bundesrepublik Deutschland. Der Parteitag fand im Löwenbräukeller statt.

## Verlauf
Im Mittelpunkt des Parteitags stand die Diskussion über den Rentenreformplan von Wolfgang Mischnick. Viele Liberale waren mit der Adenauerschen Rentenreform von 1957 unzufrieden und hatten damals auch dagegen votiert. Eine Kommission unter der Leitung des damaligen Bundesministers für Vertriebene legte deshalb den sogenannten „Mischnick-Plan“ vor. Er zielte darauf ab, einerseits die außerhalb des bestehenden, am Arbeitslohn orientierten Rentensystems stehenden Mitbürger, wie Selbstständige oder Sozialhilfe-Empfänger, ebenfalls im Alter abzusichern. Andererseits sollte mehr Freiraum für die private Vorsorge geschaffen werden. Der „Mischnick-Plan“ sah deshalb eine staatlich finanzierte Grundrente vor, zudem eine Beitragsrente, in die 15 Jahre einbezahlt werden sollte, sowie eine anschließende private Vorsorge. Mit diesem Modell sollte den absehbaren – und dann auch eingetretenen – starken Beitragssteigerungen und Leistungskürzungen vorgebeugt und insgesamt – wie Mischnick in seiner Vorstellungsrede sagte – „die Entfaltungsmöglichkeit des einzelnen in der Massengesellschaft“ gestärkt oder zumindest gesichert werden. Der „Mischnick-Plan“ schien 1963 noch nicht entscheidungsreif. Auf späteren FDP-Bundesparteitagen wurde er nicht weiterverfolgt.
Es wurde beschlossen, dass ein Presserechtsrahmenentwurf ausgearbeitet werden sollte.
Auf diesem Parteitag wurde Willi Weyer anstelle des verstorbenen Wolfgang Döring mit 177 Stimmen bei 12 Gegenstimmen und 28 Enthaltungen zum stellvertretenden Bundesvorsitzenden gewählt.